# System Informatyczny Lasów Państwowych
System Informatyczny Lasów Państwowych – komputerowy system wspomagania zarządzania w Państwowym Gospodarstwie Leśnym „Lasy Państwowe”, wdrażany od 1995 roku, stanowił wówczas jedno z największych przedsięwzięć informatycznych realizowanych w Polsce.

## Charakterystyka
SILP jest narzędziem informatycznym uwzględniającym złożoność procesów gospodarczych na każdym poziomie zarządzania: leśnictwa, nadleśnictwa, innych zakładów LP, regionalnych dyrekcji LP, Dyrekcji Generalnej LP. W skład systemu wchodzą zintegrowane ze sobą moduły:
- las – moduł (podsystem) główny opisujący całą działalność gospodarczą LP. W jego otoczeniu działają pozostałe moduły (podsystemy) i aplikacje.
- gospodarka towarowa
- płace i kadry
- finanse i księgowość
- infrastruktura
- rejestrator
oraz:
- marketing – ewidencja obrotów drewnem
- raporty – system raportowania generujący zestawienia, których nie można standardowo uzyskać w module las
- planowanie pozyskania drewna, tworzenie i optymalizacja planu sprzedaży (Acer)
- inwentaryzacja i planowanie należności z tytułu sprzedaży towarów i usług (Dłużnik).
- Płatnik – moduł umożliwiający generowanie deklaracji ZUS na podstawie danych znajdujących się na serwerach poszczególnych poziomów zarządzania.

Integracja wewnętrzna systemu ewidencji modułu las pozwala na jednokrotne wprowadzenie jakiegokolwiek dokumentu. Staje się on jednocześnie dostępny dla pozostałych modułów. Integracja zewnętrzna umożliwia agregowanie informacji z niższych poziomów organizacyjnych (poziomów zarządzania) do wyższych.

## Historia
W grudniu 1990 roku Uchwałą Kolegium Lasów Państwowych zapadała decyzja w sprawie budowy SILP. Procedura przetargowa wyłoniła firmy: Hewlett-Packard na sprzęt oraz Schnelldatenservice-SDS Austria na oprogramowanie. System funkcjonuje od 1997 roku we wszystkich nadleśnictwach w Polsce i korzysta z niego ok. 17 tys. użytkowników.

## Wyróżnienia
SILP został nagrodzony przez magazyn Computerworld tytułem LIDERA INFORMATYKI 2000 – w kategorii: organizacje użyteczności publicznej.